# Danza de los espíritus

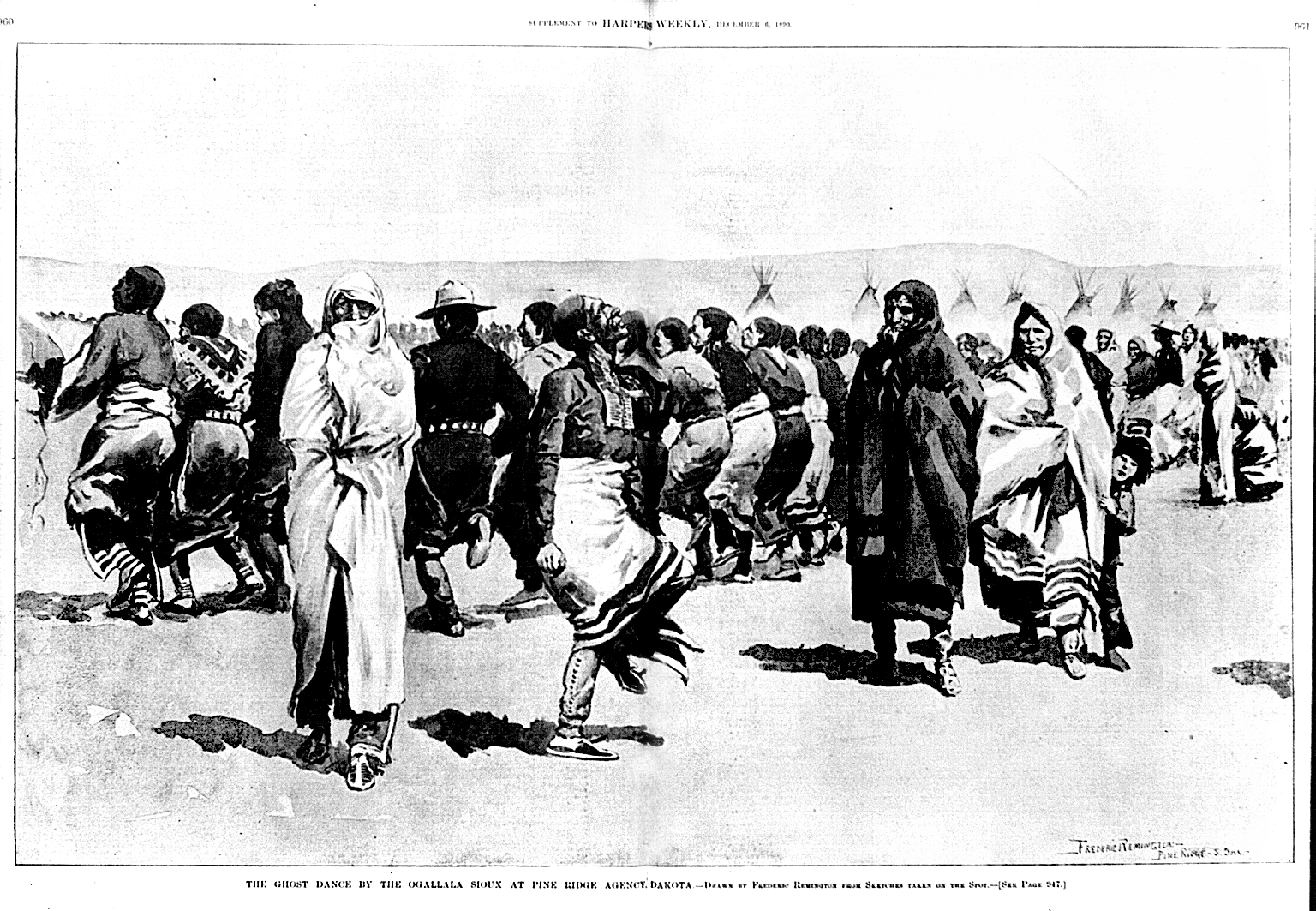
Danza de los espíritus ejecutada por los Ogalala Lakota en Pine Ridge.

La Danza de los espíritus (Ghost Dance) fue una ceremonia religiosa desarrollada en la década de 1890, que se incorporó a las distintas creencias de los nativos de Norteamérica.
La ceremonia estaba inspirada en las tradicionales danzas circulares que los pueblos de Norteamérica ejecutaban desde tiempos prehistóricos, en la cual los participantes creían que sus parientes muertos regresarían y la gente de raza blanca perecería.
Sin embargo a fines del siglo XIX, un líder espiritual paiute llamado Jack Wilson (o Wovoka) desarrolló una serie de enseñanzas y profecías que pronto se extenderían por Nevada, Oklahoma y California. 
Conforme la Danza de los espíritus era adoptada por distintos pueblos, era ella misma objeto de modificaciones. El núcleo central de la profecía se refería al fin no violento de la expansión colonizadora, a la cooperación intercultural, así como a una serie de enseñanzas sobre lo que debía ser una vida digna. La versión sioux de la danza evolucionó hacia el milenarismo jugando un importante papel en la conocida Masacre de Wounded Knee.
- Datos: Q1295854
- Multimedia: Ghost Dance / Q1295854